# Nanolachesilla chelata
Nanolachesilla chelata är en insektsart som beskrevs av Edward L. Mockford och Sullivan 1986. Nanolachesilla chelata ingår i släktet Nanolachesilla och familjen kviststövsländor. Inga underarter finns listade i Catalogue of Life.